# Romano Sgheiz
Romano Sgheiz, född 28 juni 1937 i Colico i Lecco, är en italiensk före detta roddare.
Sgheiz blev olympisk guldmedaljör i fyra med styrman vid sommarspelen 1956 i Melbourne.